# Pankasz, Vas
Pankasz  este un sat în districtul Körmend, județul Vas, Ungaria, având o populație de 478 de locuitori (2011). 

## Demografie
Componența etnică a satului Pankasz
     Maghiari (90,56%)
     Romi (9,44%)
Componența confesională a satului Pankasz
     Romano-catolici (55,02%)
     Reformați (30,13%)
     Fără religie (4,39%)
     Luterani (1,46%)
     Necunoscută (9%)
Conform recensământului din 2011, satul Pankasz avea 478 de locuitori. Din punct de vedere etnic, majoritatea locuitorilor (90,56%) erau maghiari, cu o minoritate de romi (9,44%).  Din punct de vedere confesional, majoritatea locuitorilor (55,02%) erau romano-catolici, existând și minorități de reformați (30,13%), persoane fără religie (4,39%) și luterani (1,46%). Pentru 9,0% din locuitori nu este cunoscută apartenența confesională.